# Comté de Steele (Dakota du Nord)
Pour les articles homonymes, voir Comté de Steele.
Le comté de Steele est un des 53 comtés du Dakota du Nord, aux États-Unis. 
Siège : Finley.

## Démographie
| 1890  | 1900  | 1910  | 1920  | 1930  | 1940  |
| ----- | ----- | ----- | ----- | ----- | ----- |
| 3 777 | 5 888 | 7 616 | 7 401 | 6 972 | 6 193 |

| 1950  | 1960  | 1970  | 1980  | 1990  | 2000  |
| ----- | ----- | ----- | ----- | ----- | ----- |
| 5 145 | 4 719 | 3 749 | 3 106 | 2 420 | 2 258 |

| 2010  | - | - | - | - | - |
| ----- | - | - | - | - | - |
| 1 975 | - | - | - | - | - |